# Brissopsis
Brissopsis is een geslacht van zee-egels uit de familie Brissidae, en het typegeslacht van de onderfamilie Brissopsinae.

## Soorten
- Brissopsis aguayoi Sánchez Roig, 1952 †
- Brissopsis alta Mortensen, 1907
- Brissopsis atlantica Mortensen, 1907
- Brissopsis bengalensis Koehler, 1914
- Brissopsis blanpiedi Grant & Hertlein, 1938 †
- Brissopsis caparti Cherbonnier, 1959
- Brissopsis columbaris A. Agassiz, 1898
- Brissopsis crescenticus Wright, 1856 †
- Brissopsis elongata Mortensen, 1907
- Brissopsis evanescens Mortensen, 1950
- Brissopsis fermori Vredenburg, 1922 †
- Brissopsis japonica Nisiyama, 1968 †
- Brissopsis jarlii Mortensen, 1951
- Brissopsis luzonica (Gray, 1851)
- Brissopsis lyrifera (Forbes, 1841)
- Brissopsis makiyamai Morishita, 1957 †
- Brissopsis micropetala Mortensen, 1948
- Brissopsis obliqua Mortensen, 1948
- Brissopsis oldhami Alcock, 1893
- Brissopsis pacifica (A. Agassiz, 1898)
- Brissopsis parallela Koehler, 1914
- Brissopsis similis Mortensen, 1948
- Brissopsis steinhatchee Cooke, 1942 †
- Brissopsis zealandiae Mortensen, 1921